# Zapasy na Igrzyskach Wspólnoty Narodów 2014
Zapasy na Igrzyskach Wspólnoty Narodów 2014, odbyły się w dniach 29 - 31 lipca 2014 w kompleksie sportowym - Scottish Exhibition and Conference Centre w Glasgow.

## Mężczyźni

### Styl wolny
| Kat. wagowa |                  |                    |                   |               |
| ----------- | ---------------- | ------------------ | ----------------- | ------------- |
| 57 kg       | Amit Kumar       | Ebikweminmo Welson | Azhar Hussain     | Craig Pilling |
| 61 kg       | David Tremblay   | Bajrang Kumar      | Amas Daniel       | Viorel Etko   |
| 65 kg       | Yogeshwar Dutt   | Jevon Balfour      | Sampson Clarkson  | Alex Gladkov  |
| 74 kg       | Sushil Kumar     | Qamar Abbas        | Melvin Bibo       | Mike Grundy   |
| 86 kg       | Tamerlan Tagziev | Andrew Dick        | Armando Hietbrink | Pawan Kumar   |
| 97 kg       | Arjun Gill       | Satyawart Kadian   | Sam Belkin        | Leon Rattigan |
| 125 kg      | Korey Jarvis     | Rajiv Tomer        | Sinivie Boltic    | Chinu Xxx     |

## Kobiety

### Styl wolny
| Kat. wagowa |                    |                     |                    |                   |
| ----------- | ------------------ | ------------------- | ------------------ | ----------------- |
| 48 kg       | Vinesh Phogat      | Yana Rattigan       | Jasmine Mian       | Rebecca Muambo    |
| 53 kg       | Odunayo Adekuoroye | Lalita Sehrawat     | Jillian Gallays    | Mpho Madi         |
| 55 kg       | Babita Kumari      | Brittanee Laverdure | Ifeoma Nwoye       | Louisa Porogovska |
| 58 kg       | Aminat Adeniyi     | Sakshi Malik        | Braxton Stone      | Tayla Ford        |
| 63 kg       | Danielle Lappage   | Geetika Jakhar      | Blessing Oborududu | Blandine Metala   |
| 69 kg       | Dorothy Yeats      | Angele Tomo         | Hannah Rueben      | Navjot Kaur       |
| 75 kg       | Erica Wiebe        | Laure Ali           | Blessing Onyebuchi | ----              |

## Tabela medalowa
| Poz.    | Państwo           |    |    |    | Łącznie |
| 1       | Kanada            | 7  | 2  | 3  | 12      |
| 2       | Indie             | 5  | 6  | 2  | 13      |
| 3       | Nigeria           | 2  | 2  | 8  | 12      |
| 4       | Kamerun           | 0  | 2  | 2  | 4       |
| 5       | Anglia            | 0  | 1  | 4  | 5       |
| 6       | Pakistan          | 0  | 1  | 1  | 2       |
| 7       | Nowa Zelandia     | 0  | 0  | 2  | 2       |
| -       | Szkocja           | 0  | 0  | 2  | 2       |
| -       | Południowa Afryka | 0  | 0  | 2  | 2       |
| 10      | Walia             | 0  | 0  | 1  | 1       |
| Łącznie | Łącznie           | 14 | 14 | 27 | 55      |